# El Arenal, Ávila
El Arenal là một đô thị ở tỉnh Ávila, Castile và León, Tây Ban Nha. Theo điều tra dân số năm 2004 (INE), đô thị này có dân số 1022 người. Diện tích của El Arenal là 27,08 km², mật độ dân số là 37,74 người/km². El Arenal is located in Tây Ban Nha's Parque Regional de la Sierra de Gredos.